# شعير
الشعير الشائع أو الشعير  أو شيتعور (بالإنجليزية: Barley)‏ (اسمه العلمي باللاتينية: Hordeum vulgare). هو  نوع نباتي عشبي حولي من الفصيلة النجيلية، يستخدم حوالي 70% من إنتاج الشعير حول العالم كعلف للحيوانات، أما 30% المتبقية تستخدم في صناعة الجعة وغيرها من المشروبات الكحولية وتحضير بعض المأكولات مثل الشوربات والعصيدة والخبز. في عام 2017، أصبح الشعير في المرتبة الرابعة من أكثر الغلات الزراعية إنتاجا حول العالم (149 مليون طن) بعد الرز والقمح والذرة.

## المحتوى الغذائي
يحتوي كل كوب من الشعير المقشّر (184 غ) بحسب وزارة الزراعة الأمريكية على المكونات الغذائية التالية:
- السعرات الحرارية: 651
- الدهون: 4.23
- الدهون المشبعة: 0.88
- الكربوهيدرات: 135.20
- الألياف: 31.8
- السكر: 1.47
- البروتينات: 22.96
- الكوليسترول: 0

### التحضير

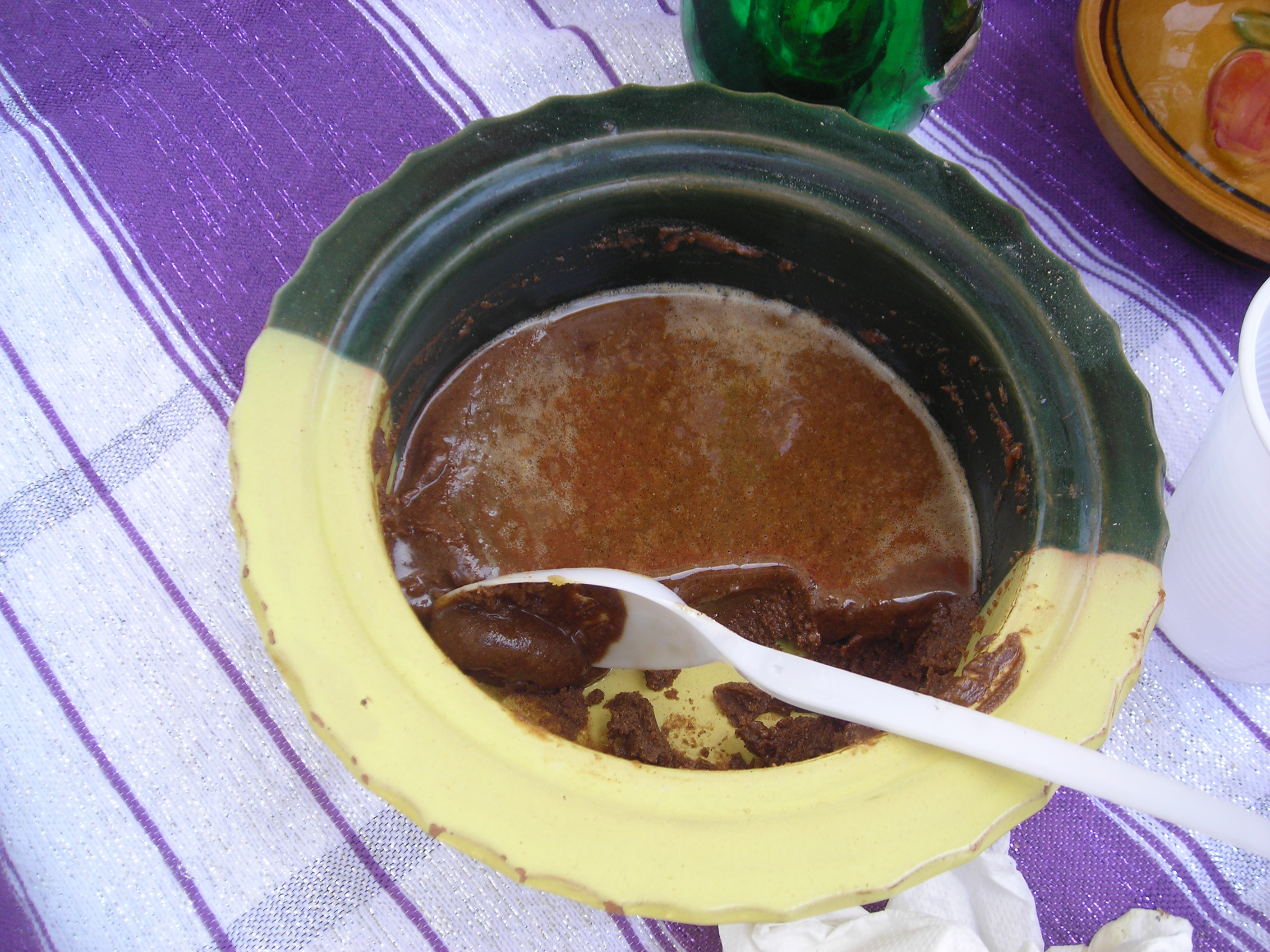
بسيسة شعير من جربة

يعد نبات الشعير غير صالح للأكل مباشرة إلا بعد تقشيره من الألياف والقشرة الخارجية وتنقيته من الشوائب (أحجار-تراب)، يعتبر الشعير في هذه المرحلة حبة كاملة وما زال يحتفظ بالجنين والنخالة لكنه طعام صالح للاستهلاك البشري.
عندما نزيل النخالة من الشعير، كعملية إضافية لأجل حفظه لمدة أطول وتحويله إلى طحين أبيض اللون. يعتبر طحين الشعير أخف من طحين القمح لكنه أغمق من ناحية اللون.
يستخدم الشعير في الكثير من المأكولات الشعبية المشهورة مثل السويق والعصيدة.

## لمحة تاريخية
يعتبر الشعير من أقدم المواد التي استعملها الإنسان في غذائه. وقد كان من المحاصيل الغذائية الأساسية في العصور القديمة التي كانت تزرع في منطقة الهلال الخصيب وبالقرب من نهر النيل في شمال أفريقيا. ظهر الشعير بوقت متقارب مع قمح ثنائي الحبة وقمح وحيد الحبة. ظهرت الدلائل الأولى في اثار العصر الحجري القديم الانتقالي بالقرب من جنوب بحيرة طبريا لنبات الشعير البري واستهلاكه من قبل الإنسان حيث وجدت اثر النشاء ضمن مطاحن حجرية، وتعود هذه الاثار إلى حوالي 23000 عام قبل الميلاد.

## الاستعمالات

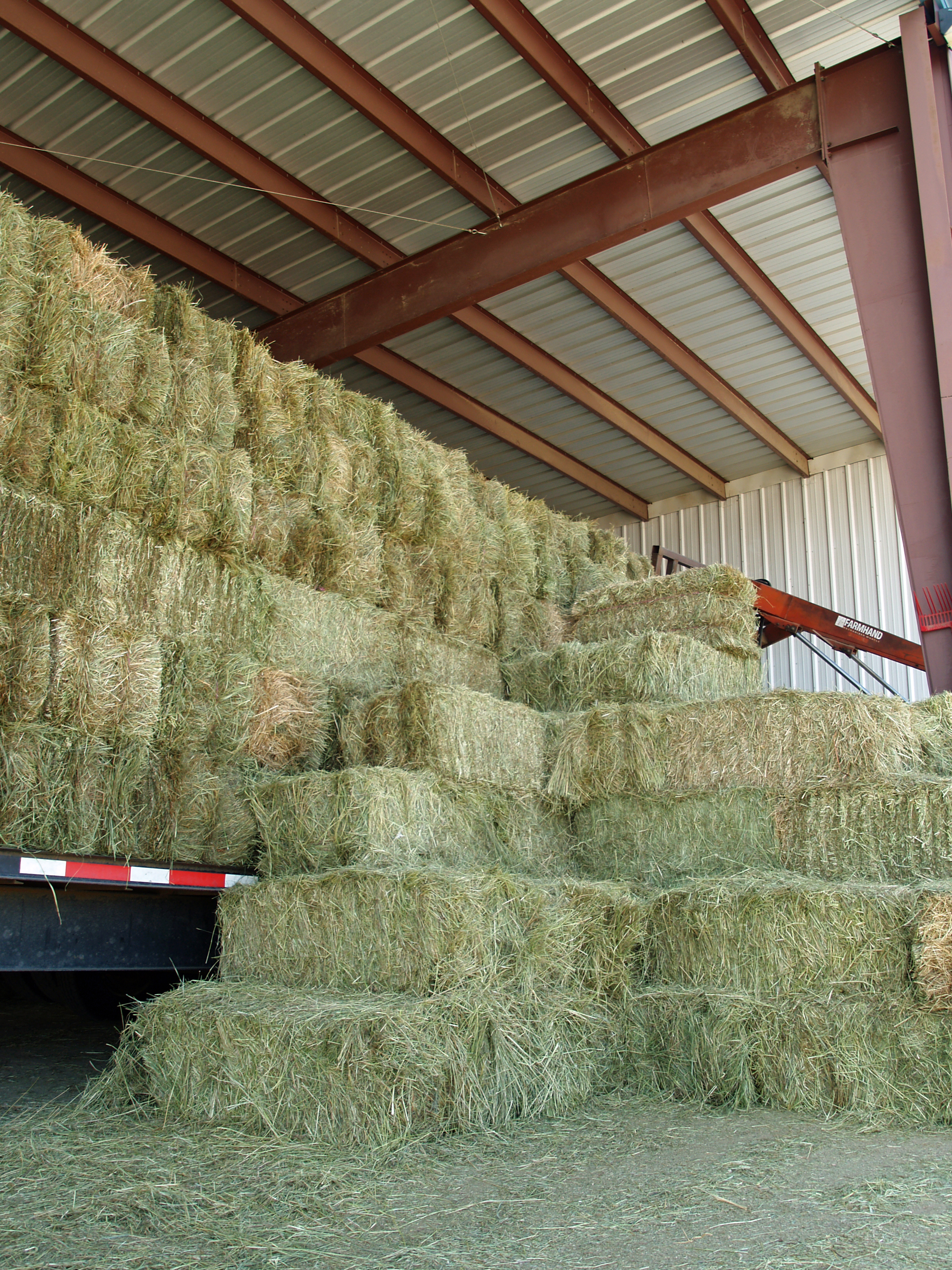
مجموعة من قش الشعير في كولورادو.

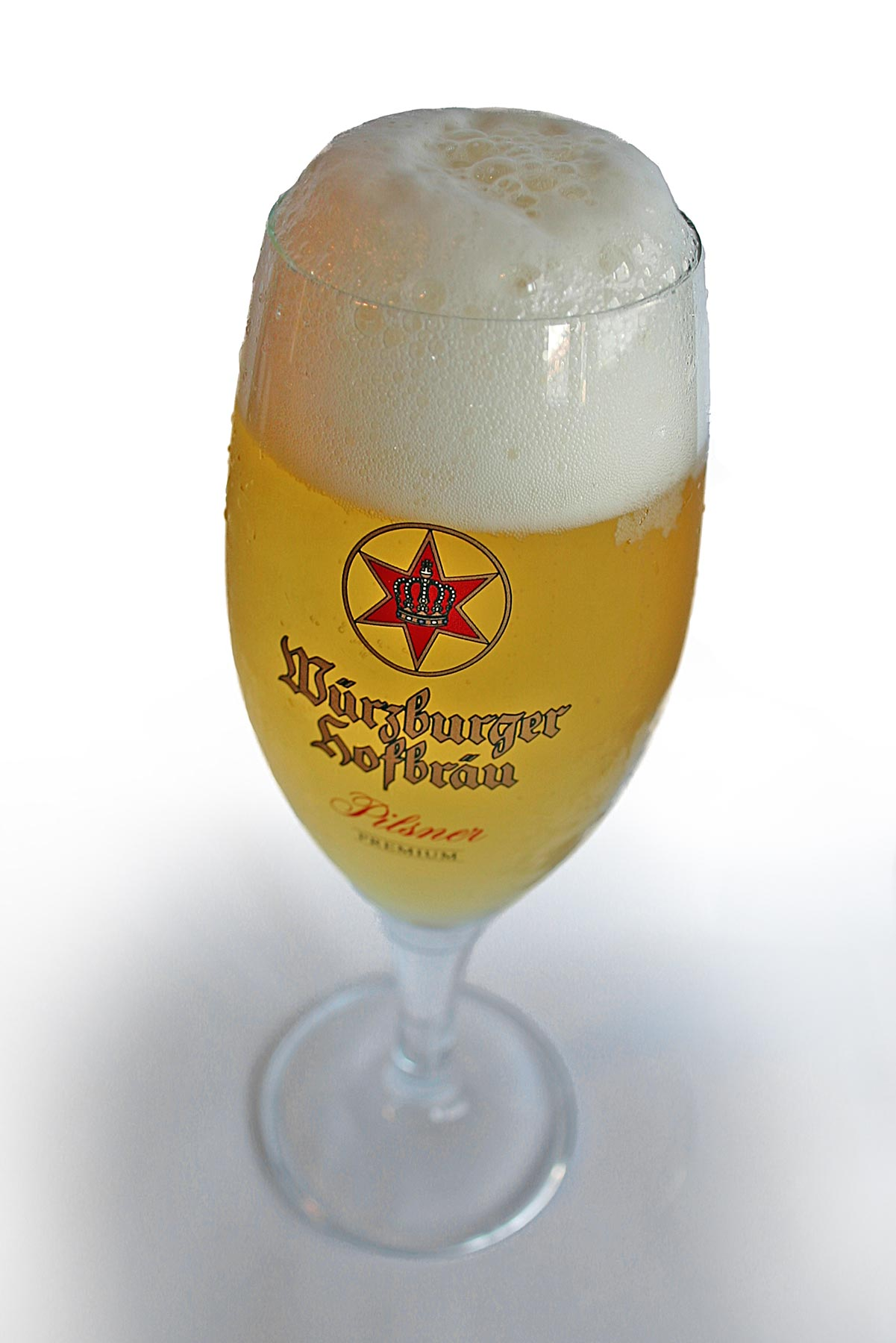
الجعة

يعد الشعير من الحبوب الإستراتيجية التي تدخل ضمن مواد الأمن الغذائي للبشر وللحيوانات على حد السواء.

### علف للحيوانات
يعد الشعير أحد أهم أعلاف الحيوانات في العالم وبالاخص الماشية كالبقر والغنم والماعز بسبب احتوائه على كمية كبيرة من المواد التي تحتاجه الحيوانات، لأن الشعير يزيد من افراز الحليب بكثرة، ويساعد على تسمين المواشي بسرعة، وزيادة كمية إنتاجه من اللحوم، كما أنه يطحن ويخلط مع التبن اليابس لإعطائه كعلف مركز للحيوانات، كما أن الشعير ارخص من القمح لذلك فان المزارع يرغب فيه.

## الأمراض
الشعير لايعد مسببا للامراض بحد ذاته. لكنه يثير حساسية الجسم في بعض الحالات المرضية بسبب مادة الغلوتين فيه وتسمى هذه الحالة celiac

## التكوين
النشا، البروتين، أملاح معدنية منها الحديد والفوسفور والكالسيوم والبوتاسيوم.

## الإنتاج
ان الشعير ينتج بعد 5.5 شهور من زراعته وذلك بحسب المناخ وكمية المطر ونوع التربة ويحصد الشعير في العراق وفي سوريا في أوائل أو اواسط يناير وبحسب العوامل المذكورة اعلاه. اما في مصر فيمتد فترة الحصاد من منتصف أبريل/نيسان إلى اواخر يناير.
| أكبر منتجي الشعير — 2014 (ملايين الأطنان المترية) | أكبر منتجي الشعير — 2014 (ملايين الأطنان المترية) |
| ------------------------------------------------- | ------------------------------------------------- |
| روسيا                                             | 20.4                                              |
| فرنسا                                             | 11.7                                              |
| ألمانيا                                           | 11.6                                              |
| أستراليا                                          | 9.2                                               |
| أوكرانيا                                          | 9                                                 |
| كندا                                              | 7.1                                               |
| إسبانيا                                           | 6.9                                               |
| المملكة المتحدة                                   | 6.9                                               |
| تركيا                                             | 6.3                                               |
| الولايات المتحدة                                  | 3,9                                               |
| المجموع العالمي                                   | 144                                               |
| المصدر: منظمة الأغذية والزراعة (FAO)              |                                                   |